# Edward Herrmann
Edward Herrmann (Washington, 21 juli 1943 - New York, 31 december 2014) was een Amerikaans acteur. Hij werd onder meer bekend van zijn rol als Franklin D. Roosevelt in de televisiefilm Eleanor and Franklin en als grootvader Richard Gilmore in de serie Gilmore Girls. Hij was tevens actief als stemacteur en sprak documentaires en audioboeken in. In 1976 ontving hij een Tony voor zijn rol in het toneelstuk Mrs. Warren’s Profession.
Herrmann studeerde aan de Bucknell University. Van 1968 tot 1969 volgde hij acteerles aan de London Academy of Music and Dramatic Art.
Herrmann trouwde in 1978 met Leigh Curran. Het stel scheidde in 1992. In 1994 hertrouwde Herrmann met Star Roman.